# Delin

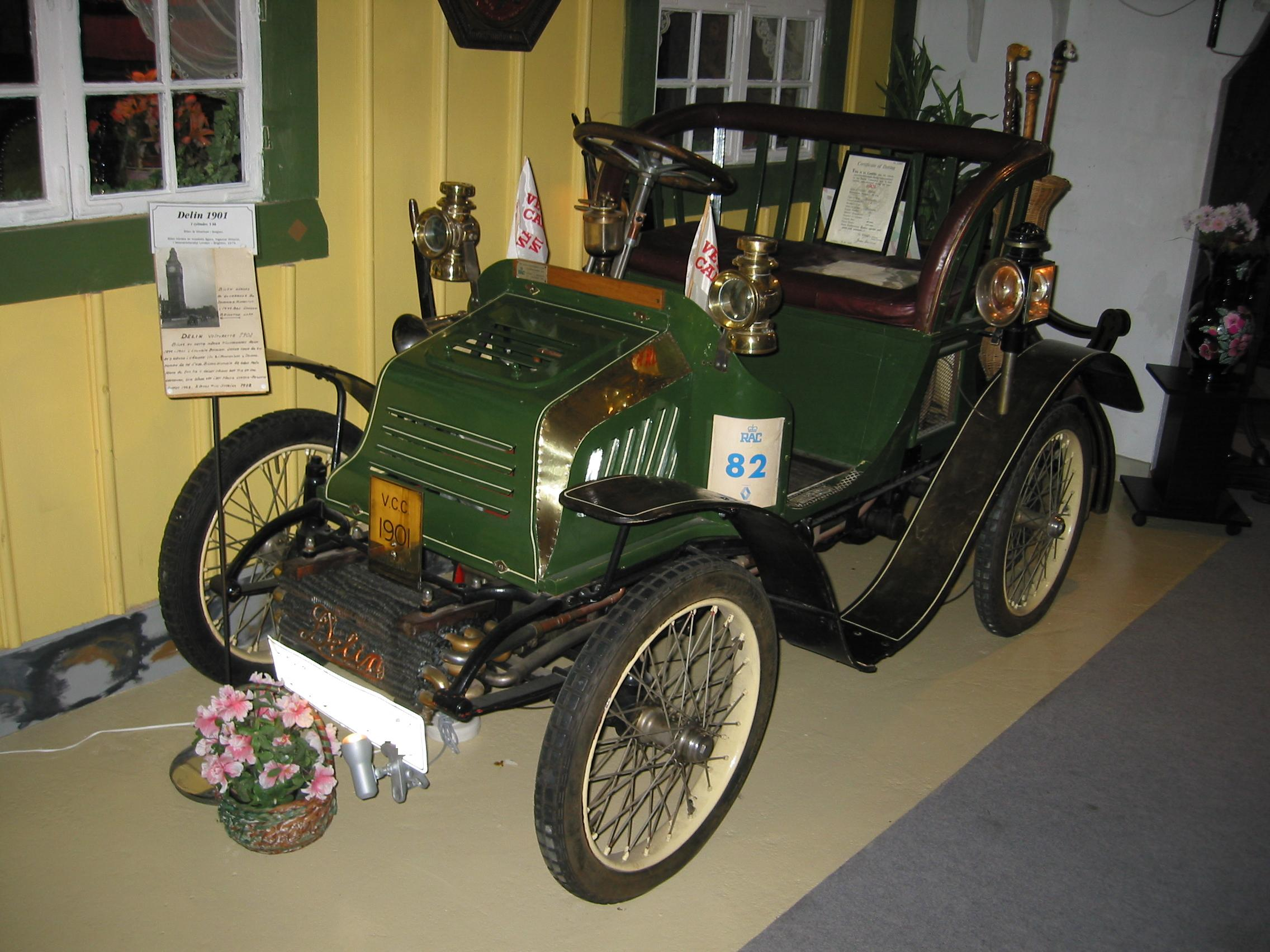
Delin uit 1901

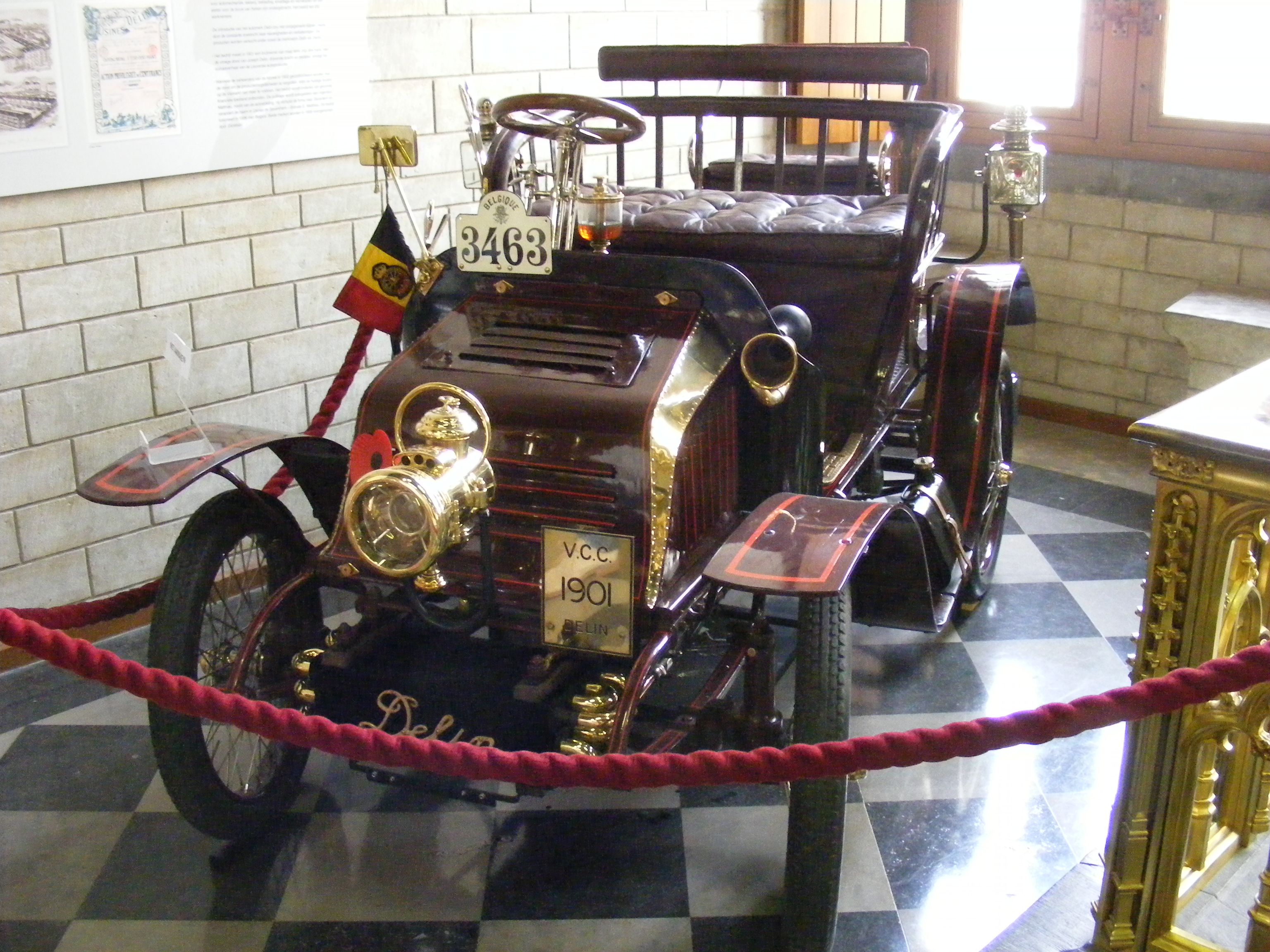
Een andere auto van Delin uit 1901

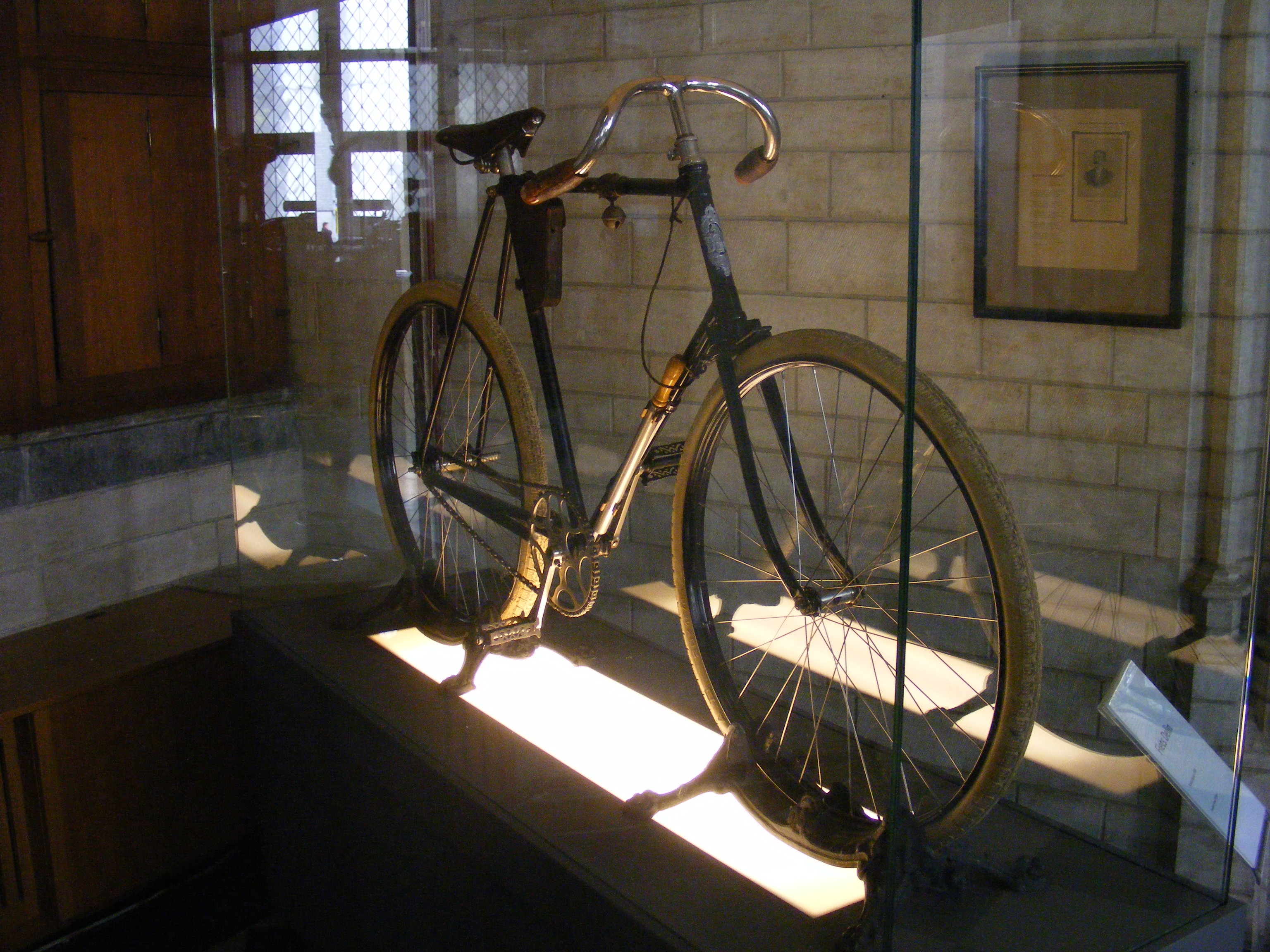
Delin fiets ca. 1890

Delin is een Belgisch historisch merk van fietsen, auto's, voiturettes en motorfietsen.
Dit bedrijf van Joseph Delin had verschillende bedrijfsnamen: Usines Delin S.A. (vanaf 1890, Fabrique d'Automobiles et de cycles (vanaf 1898) en Ets. Moteurs Delin. Het was van 1892 tot 1894 in de Zwartzustersstraat in Leuven gevestigd en verhuisde in 1894 naar de Vismarkt.

## Fietsen, auto's en voiturettes
Vanaf 1890 produceerde Delin onder de merknaam "Derby" fietsen. In 1898 ging men ook auto's bouwen. Deze waren voorzien van Franse Loyal-boxermotoren die in licentie werden geproduceerd. Ook maakte men voiturettes volgens het De Dion-Bouton-model, maar met eigen motoren. In 1901 werden hiervoor echter Kelecom-Antoine-blokken gebruikt.

## Delin en Derby motorfietsen
In 1900 verscheen de eerste motorfiets. Deze had een bijzondere 1¾pk-, langsgeplaatste motor en asaandrijving. Hoofdingenieur Eugène Matthieu patenteerde in 1901 een verbeterde aandrijving voor motorfietsen. Hij plaatste een clip-on motor in het frame. Deze had een primaire kettingaandrijving naar de koppeling, waarna een onder het zadel gemonteerde secundaire riemaandrijving het achterwiel aandreef. De koppeling werkte door het veranderen van de riemspanning. Omdat de koppeling vlak bij het achterwiel lag, bleef bij een volgend model de riem achterwege en werd een rolaandrijving gebruikt. In België werden de namen "Delin" en "Derby" door elkaar gebruikt, voor de export naar Nederland (en de koloniën) en Groot-Brittannië werd vooral de naam "Derby" gebruikt.
In oktober 1901 overleed Joseph Delin en werd het bedrijf gesloten. Mogelijk was een van de oorzaken tevens dat men de dure investeringen die de autoproductie vereiste niet aandurfde. De boedel werd verkocht aan de hoofdingenieur Eugène Matthieu, die er nog enkele jaren zijn Automoteurs-motorfietsen en Mathieu-auto's zou produceren.
Er was nog een motorfietsmerk met de naam Derby in het Verenigd Koninkrijk.

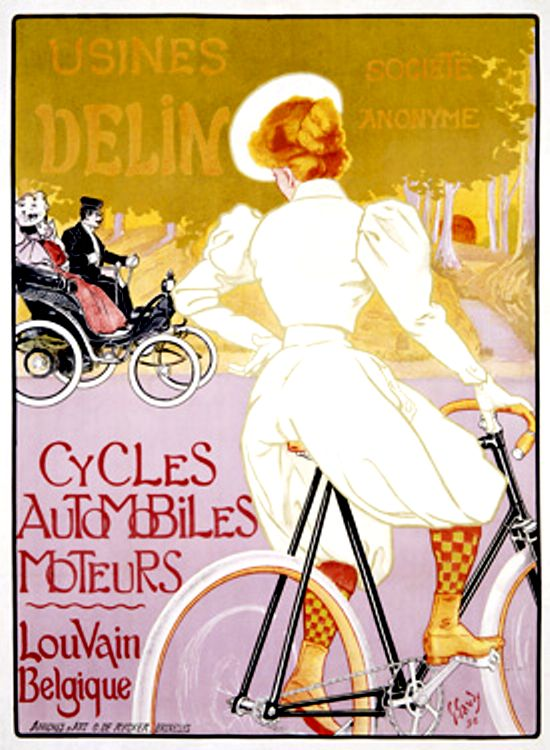
Affiche uit eind negentiende eeuw.